# Соколув (Любуське воєводство)
Соколув (пол. Sokołów) — село в Польщі, у гміні Кожухув Новосольського повіту Любуського воєводства.
Населення — 152 особи (2011).
У 1975—1998 роках село належало до Зеленогурського воєводства.

## Демографія
Демографічна структура станом на 31 березня 2011 року:
|          | Загалом | Допрацездатний вік | Працездатний вік | Постпрацездатний вік |
| -------- | ------- | ------------------ | ---------------- | -------------------- |
| Чоловіки | 76      | 19                 | 53               | 4                    |
| Жінки    | 76      | 18                 | 42               | 16                   |
| Разом    | 152     | 37                 | 95               | 20                   |